# Silkeborg Langsø
Silkeborg Langsø er en cirka 7 km lang lavvandet sø, der går øst-vest midt gennem Silkeborg. Søen er delt i tre af Kærsgårdsbroen og Viborgbroen. Gudenåen løber ind i søen mellem  Slotsholmen, med resterne af det tidligere Silkeborg Slot, og dæmningen der fører ud til Viborgbroen, og åen løber i søen mod øst hvor den har sit udløb hvor ringvejen med hovedvej 15 krydser. 
Langsø har i den vestlige tilløb fra nogle småbække, og fra Lyså og Ørnsø, som igen får vand fra Funder Å, der har sit udspring oppe ved Bølling Sø, hvor også Karup Å har sit udspring.
Ved Kærsgårdsvej går en halvøen Odden ud i søen, fra vest mod øst, som mod syd danner Kalgårdsvig. Nær den østlige spids af Odden er der en fodgængerbro mod syd til byen. 
Midt i søen, nær den sydlige bred er der ud for Silkeborg Rådhus et imponerende springvand, med varierende former og om aftenen forskellige farvekombinationer.
Ved den nordlige bred, ved Viborgbroen starter Trækstien, der i begyndelsen af 1800-tallet blev anlagt i forbindelse med pramfarten på Gudenåen.
- Gudenåens indløb
- Springvandet ved rådhuset, i den midterste del af søen
- Lysbro og Silkeborg Langsø set mod øst